# Ficca
Ficca – trzeci album studyjny zespołu Virgin, wydany 24 października 2005.
W listopadzie 2016 zyskał status potrójnej platynowej płyty.
Album posiadał dwie reedycje. Pierwsza oprócz utworów zawierała filmy z wakacji Dody i Radosława Majdana oraz teledyski „Znak pokoju” i „2 bajki”. Druga oprócz tego zawierała premierowy singel „Szansa”, wersję koncertową piosenki „Nie zawiedź mnie” (z albumu Bimbo) i wersje karaoke „Znaku pokoju” i „2 bajek”.

## Lista utworów

### Edycja zwykła
1. „Inni przyjaciele”
2. „Dezyda”
3. „Opowiem ci”
4. „Superstar”
5. „Znak pokoju”
6. „Mam wszystko w...”
7. „2 bajki”
8. „In Love”
9. „Piosenka na imprezę”
10. „Dla R. (nieważne dziś jest)”
11. „Mam tylko ciebie” (wersja koncertowa)

### Edycja specjalna
1. „Szansa”
2. „Inni przyjaciele”
3. „Dezyda”
4. „Opowiem ci”
5. „Superstar”
6. „Znak pokoju”
7. „Mam wszystko w...”
8. „2 bajki”
9. „In Love”
10. „Piosenka na imprezę”
11. „Dla R. (nieważne dziś jest)”
12. „Mam tylko ciebie” (wersja koncertowa)
13. „Nie zawiedź mnie” (wersja koncertowa)
14. „Znak pokoju” (wersja karaoke)
15. „Szansa” (wersja karaoke)

Multimedia:
1. „Pikantne kulisy Festiwalu Opole 2006”
2. „Wakacje Dody i Radka”

## OLiS
| Pozycja | 31 | 3  | 6  | 12 | 17 | 24 | 32 | 34 | 34  | 9  | 6  | 5  | 3   | 4   | 5   | 6   | 6   | 8   | 11  | 12  | 17  | 25  | 24 | 28 | 29 | 27 | 31 | 29 | 24  | 29  |
| Tydzień | 31 | 32 | 33 | 34 | 35 | 36 | 37 | 38 | 39  | 40 | 41 | 42 | 43  | 44  | 45  | 46  | 47  | 48  | 49  | 50  | 51  | 52  | 53 | 54 | 55 | 56 | 57 | 58 | 59  | 60  |
| Pozycja | 18 | 18 | 22 | 13 | 13 | 4  | 2  | 1  | 1   | 1  | 1  | 1  | 1   | 4   | 12  | 13  | 12  | 13  | 17  | 23  | 28  | 30  | 32 | 51 | 55 | 69 | 74 | 73 | 52  | 57  |
| Tydzień | 61 | 62 | 63 | 64 | 65 | 66 | 67 | 68 | 69  | 70 | 71 | 72 | 73  | 74  | 75  | 76  | 77  | 78  | 79  | 80  | 81  | 82  | 83 | 84 | 85 | 86 | 87 | 88 | 89  | 90  |
| Pozycja | 51 | 64 | 61 | 67 | 86 | 75 | 93 | 98 | out | 99 | 92 | 98 | out | out | out | out | out | out | out | out | out | out | 91 | 93 | 95 | 91 | 90 | 98 | out | out |

Historia statusów:
- 28 czerwca 2006 – płyta zdobyła status złotej płyty[5]
- 5 lipca 2006 – płyta zdobyła status platynowej płyty[6]
- 9 maja 2007 – płyta zdobyła status podwójnie platynowej płyty[7]
- 16 listopada 2016 – płyta zdobyła status potrójnie platynowej płyty[3]